# Есенице (хоккейный клуб)
«Есенице» (словен. HK Acroni Jesenice) — словенская хоккейная команда из города Есенице. Основана в 1948 году. Одна из двух сильнейших команд страны и самая титулованная команда бывшей Югославии. 23 раза выигрывала чемпионат Югославской хоккейной лиги. С 2006 года принята в Австрийскую хоккейную лигу. С 1991 года выступает в Чемпионате Словении по хоккею, который проводится в конце сезона среди словенских команд, играющих в регулярном сезоне в Австрийской хоккейной лиге и Слохоккей лиге. Домашние матчи играет во Дворце спорта «Подмежакла» (5 800 зрителей).
В сезоне 2011/2012 клуб испытывал серьёзные финансовые проблемы, что привело к его исключению из числа участников Австрийской хоккейной лиги на сезон 2012/2013. С сезона 2013/14 клуб будет выступать во второй по силе австрийской лиге — ИНЛ.

## Достижения
Югославская хоккейная лига
- 23 победы (1957, 1958, 1959, 1960, 1961, 1962, 1963, 1964, 1965, 1966, 1967, 1968, 1969, 1970, 1971, 1973, 1977, 1978, 1981, 1982, 1985, 1987, 1988)

Чемпионат Словении
- 7 побед (1992, 1993, 1994, 2005, 2006, 2008, 2009)

Австрийская хоккейная лига
- 2006/2007 5 место (8 участников)
- 2007/2008 поражение в серии 1/4 финала
- 2008/2009 поражение в серии 1/4 финала